# Flugplatz Wiesbaden-Erbenheim
Wiesbaden-Erbenheim flygplats (IATA: WIE, ICAO: ETOU) (tyska: Flugplatz Wiesbaden-Erbenheim) är en militär flygplats utanför staden Wiesbaden. 
Flygplatsen ligger 8 kilometer öster om Wiesbadens stadscentrum, ägs och drivs av USA:s armé och går även under benämningen Lucius D. Clay Kaserne och fungerar som högkvarter för United States Army Europe (armékomponenten till United States European Command). På flygplatsen jobbar runt 14.000 personer. Den invigdes 1929 och har en startbana.

## Galleri

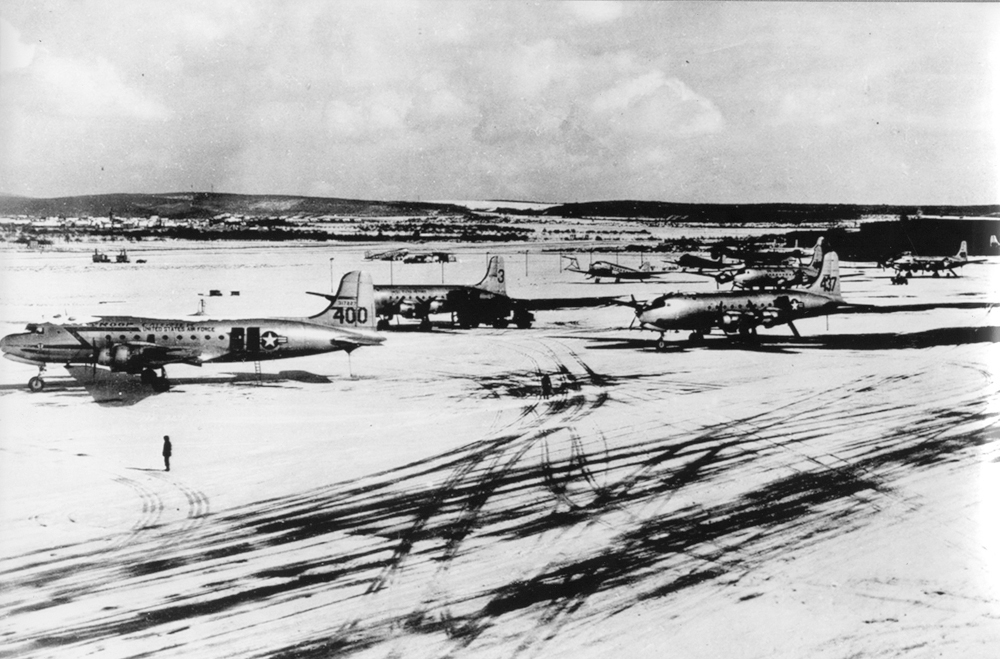
Flugplatz Wiesbaden-Erbenheim (1949)
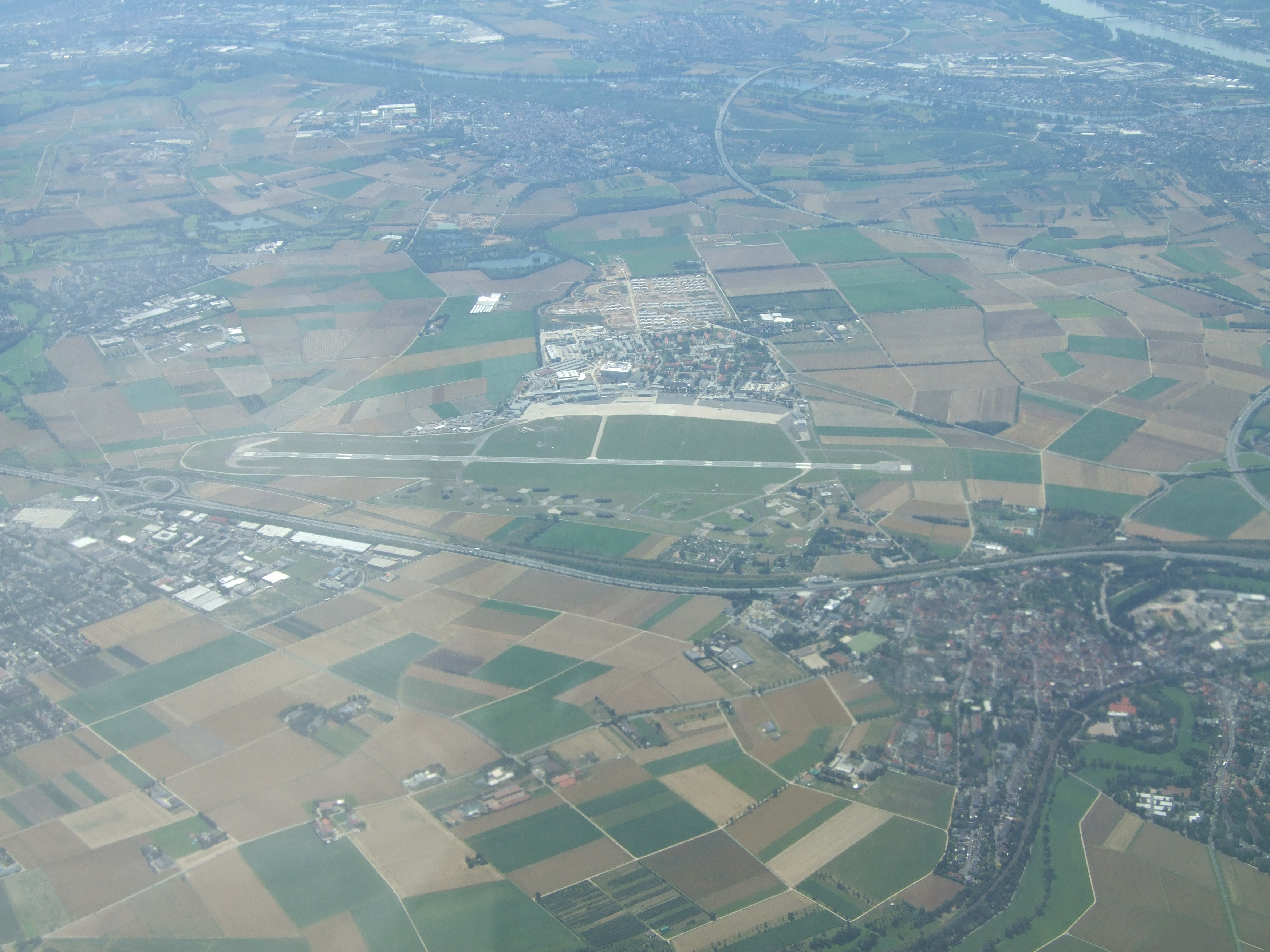
Flugplatz Wiesbaden-Erbenheim (2011)
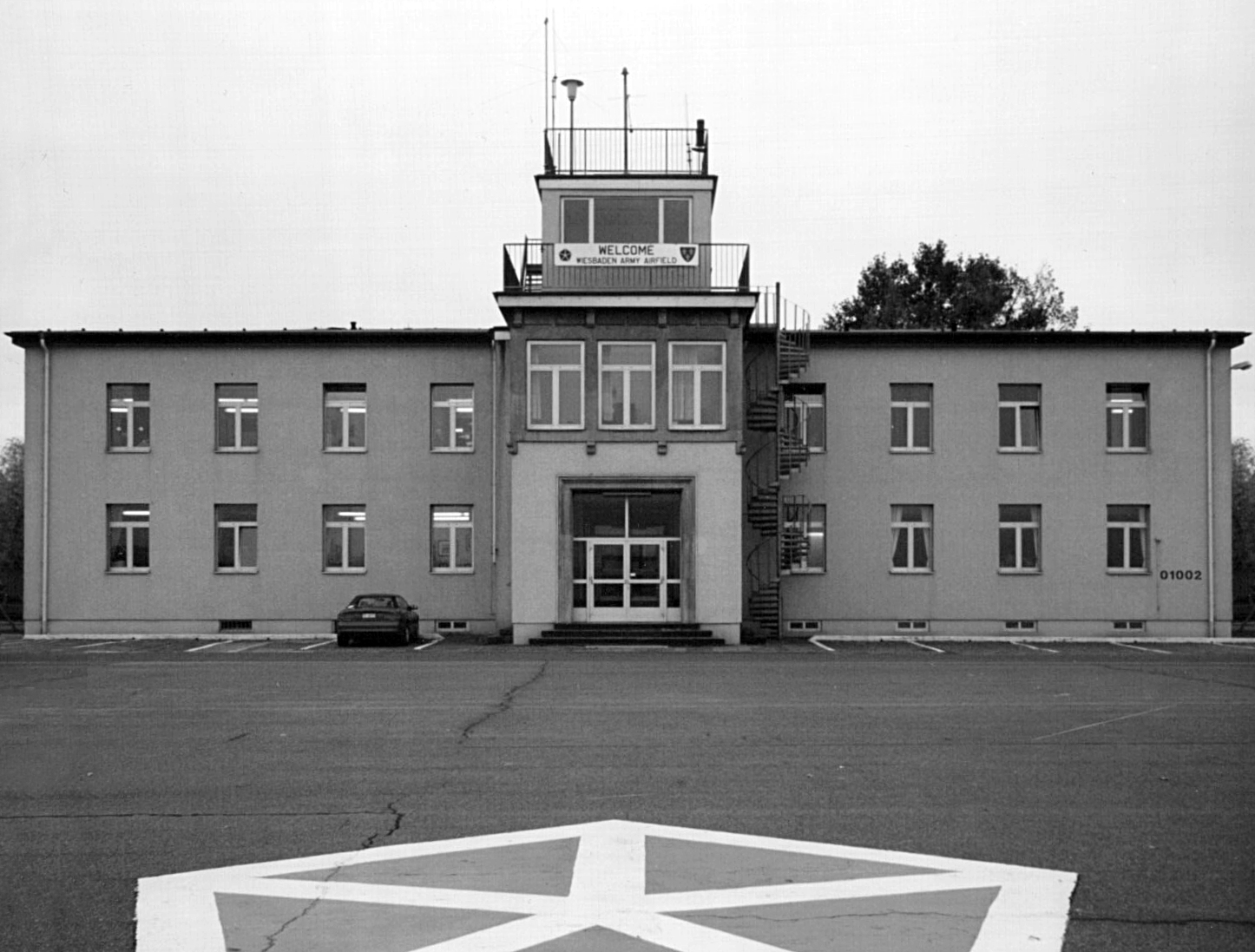
Ingång